# Фаустул
Фа́устул (лат. Faustulus) — в римской мифологии пастух царя Альбы-Лонги Амулия. Фаустул подобрал на болоте братьев Ромула и Рема, выброшенных в реку Тибр по приказу царя Амулия. Жена его, Акка Ларенция, ещё не утешившаяся после смерти своего ребёнка, приняла близнецов на своё попечение. По другой версии, Акка Ларенция была проституткой (лат. lupa — волчица или публичная женщина), родившей незаконных близнецов.
Скончался в апреле 753 до нашей эры, во время схватки с Ромулом и его друзьями в тот момент, когда Рем перепрыгнул ров, обозначающий границу между двумя частями планировки Рима, тем самым совершив святотатство.

## В кино
- 1961 — Ромул и Рем (Romolo e Remo) — худ. фильм, режиссёр — Серджо Корбуччи, Фаустула играет Андреа Босич